# Bombardier Flexity Outlook

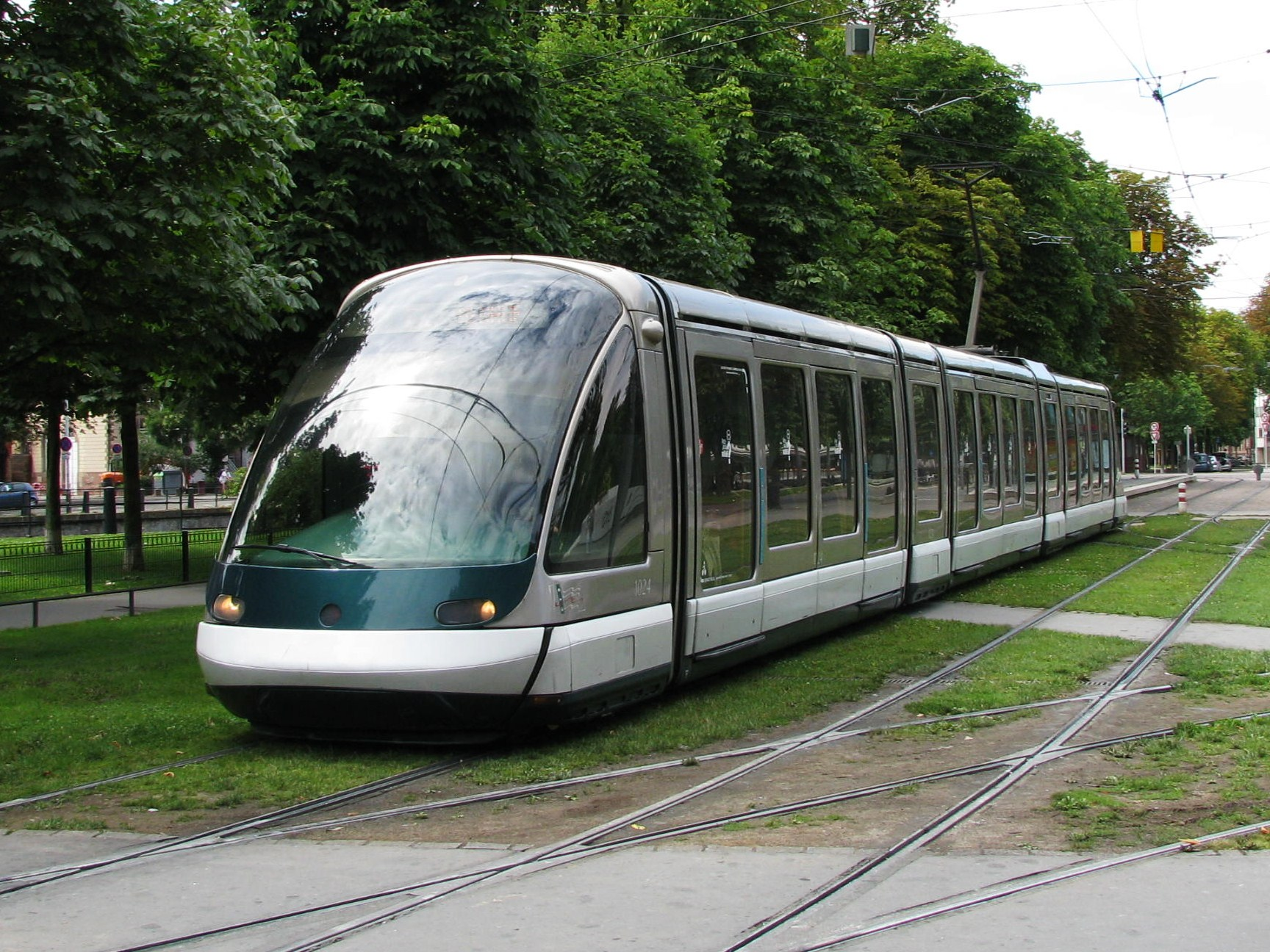
Bombardier Flexity Outlook E Strasbourgban

A Bombardier Flexity Outlook a Bombardier gyár 100%-ban alacsony padlós villamosa.
A Flexity villamos a jól bevált moduláris technológián alapul, 100%-osan alacsony padlós kivitelű, miközben hagyományos kerékpáros forgóvázakkal, amely kitűnő futásteljesítményt és magasabb szintű utaskényelmet biztosít. A járművek fel vannak szerelve a legkorszerűbb technológiát alkalmazó Bombardier MITRAC hajtásrendszerrel. Az öt modulból álló villamos 32 méter hosszú, maximális sebessége 70 km/óra, és 180 utas szállítására alkalmas (ebből 50 ülőhely és két hely kerekesszék számára).